# Asplenium tafanum
Asplenium tafanum är en svartbräkenväxtart som beskrevs av Carl Frederik Albert Christensen. Asplenium tafanum ingår i släktet Asplenium och familjen Aspleniaceae. Inga underarter finns listade.